# Ao Luek
Ao Luek (em tailandês: อำเภออ่าวลึก) é um distrito da província de Krabi, no sul da Tailândia. É um dos 8 distritos que compõem a província. Sua população, de acordo com dados de 2012, era de 54 731 habitantes, e sua área territorial é de 772,9 km².